# 192208 Tzu Chi
192208 Tzu Chi (chineză simplificată: 慈济; chineză tradițională: 慈濟; pinyin: Cíjì) este un asteroid din centura principală de asteroizi.

## Descriere
192208 Tzu Chi este un asteroid din centura principală de asteroizi. A fost descoperit pe 11 mai 2007 la Observatorul Lulin de Shih, C.-Y., Ye, Q.-z.. Asteroidul prezintă o orbită caracterizată de o semiaxă mare de 3,16 ua, o excentricitate de 0,04 și o înclinație de 10,7° în raport cu ecliptica.